# Кралев двор
Връх Кралев двор е гранитен карлинг в Пирин планина с височина 2680 метра. Разположен е в южния централен дял на главното пиринско било. Гледан от района на Тевно езеро, Кралев двор има характерна триъгълна форма, леко килната на север-северозапад. Острият и скалист карлинг е формиран от ерозивното действие на ледници в циркусите Демиркапийски, Краледворски и Белемето.
Северно от Кралев двор е масивният карлинг Момин двор. Двата върха са свързани с важна леснопроходима седловина - Лява Краледворска порта, проход от Краледворския циркус към циркус Белемето. През нея минава основната пътека от хижа Безбог до заслон Тевно езеро. Различима е от съседната Дясна Краледворска порта по каменните пирамиди в най-ниската си част.
На юг от Кралев двор се отделя страничното било на връх Каменица. Първата съседна кота от Каменишкото било е връх Малка Каменица. Двата върха са свързани със седловината Дясна Краледворска порта, лесно достъпна откъм Тевно езеро и значително по-стръмна и камениста в Демиркапийския циркус. През Дясна Краледворска порта минава пътеката от хижа Пирин до заслон Тевно езеро. Различима е от съседната Лява Краледворска порта по колът зимна маркировка в най-ниската си част.
Внушителен труднодостъпен каменен гребен свързва връх Кралев двор с разположения в съседство на изток върхове Демиркапийски чуки. Гребенът донякъде прикрива типичните форми на върха, гледан от Демиркапийския и Краледворския циркус.
Кралев двор може да се изкачи за около 10-15 минути по северния си ръб от Лява Краледворска порта или южния си ръб от Дясна Краледворска порта. От заслон Тевно езеро върхът е на около 30-40 минути път в източна посока. От върха се открива забележителна панорама към циркусите Краледворски, Поповоезерен и Белемето, и разположените в тях езера и върхове.